# Nkui

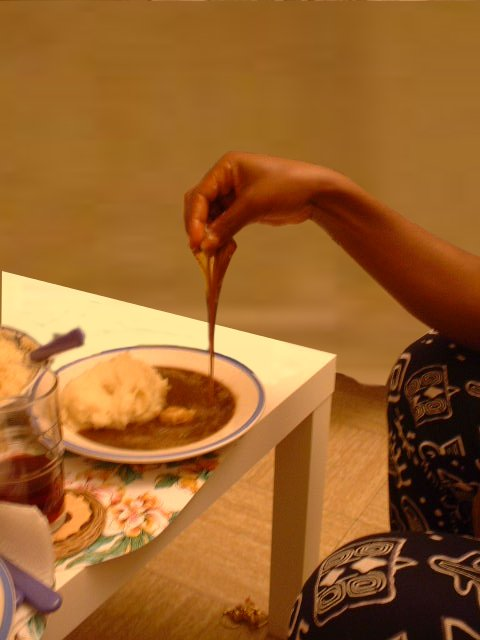
Assiette de nkui

Le Nkui est un plat traditionnel Bamiléké préparé à l'occasion de la naissance d'un enfant et servi à la mère.
Il s'agit d'une sauce gluante issue de l'écorce d'une plante appelée le Triumfetta pentandra
,, assaisonnée avec plusieurs condiments (ngachu'u, lepka'ah, diepse'eh, zehfe, l'écorce de lep, susieu, fruits de lep). Il est servi avec un couscous de maïs.
On le mange à la main, car la sauce est tellement gluante qu'aucun ustensile ne permet de l'attraper.